# Вестпорт (Південна Дакота)
Вестпорт (англ. Westport) — місто (англ. town) в США, в окрузі Браун штату Південна Дакота. Населення — 88 осіб (2020).

## Географія
Вестпорт розташований за координатами 45°38′52″ пн. ш. 98°29′53″ зх. д. / 45.64778° пн. ш. 98.49806° зх. д. (45.647806, -98.498118).  За даними Бюро перепису населення США в 2010 році місто мало площу 0,61 км², уся площа — суходіл.

## Демографія
Згідно з переписом 2010 року, у місті мешкали 133 особи в 48 домогосподарствах у складі 34 родин. Густота населення становила 219 осіб/км².  Було 51 помешкання (84/км²).
Расовий склад населення:
| - 92,5 % — білих - 4,5 % — корінних американців - 3,0 % — осіб інших рас |

До двох чи більше рас належало 0,0 %. Частка іспаномовних становила 3,0 % від усіх жителів.
За віковим діапазоном населення розподілялося таким чином: 29,3 % — особи молодші 18 років, 63,2 % — особи у віці 18—64 років, 7,5 % — особи у віці 65 років та старші. Медіана віку мешканця становила 40,5 року. На 100 осіб жіночої статі у місті припадало 137,5 чоловіків;  на 100 жінок у віці від 18 років та старших — 113,6 чоловіків також старших 18 років.
Середній дохід на одне домашнє господарство  становив 56 694 долари США (медіана — 48 125), а середній дохід на одну сім'ю — 65 548 доларів (медіана — 61 750). За межею бідності перебувало 2,5 % осіб, у тому числі 0,0 % дітей у віці до 18 років та 0,0 % осіб у віці 65 років та старших.
Цивільне працевлаштоване населення становило 67 осіб. Основні галузі зайнятості: освіта, охорона здоров'я та соціальна допомога — 28,4 %, роздрібна торгівля — 17,9 %, виробництво — 13,4 %, публічна адміністрація — 10,4 %.